# Maximale hypotheeklening
Met maximale hypotheeklening, hypotheek of hypotheekbedrag wordt het maximale bedrag bedoeld dat een hypotheeknemer op basis van persoonlijke omstandigheden van een hypotheekgever en de kenmerken van de te financieren woning, als hypothecaire lening wil en mag verstrekken.
Er zijn meerdere aspecten van belang bij het berekenen van de maximale hypotheeklening; inkomen, waarde van de woning in vrije of verhuurde staat (bij een verhuurhypotheek). In Nederland bestaat regelgeving die grenzen stelt aan het maximale bedrag dat kan worden geleend, sinds 2018 mag tot 100% van de waarde van de woning worden beleend, voor die tijd waren ook hogere percentages mogelijk. Op basis van het inkomen wordt bepaald of deze last ook gedragen kan worden.

## Berekening
Bij de berekening van het maximale hypotheekbedrag wordt beoordeeld hoe hoog de leencapaciteit van een bepaalde hypotheekgever is. Dat is het budget dat iemand heeft om aan de verplichtingen uit de hypothecaire lening te voldoen. De leencapaciteit wordt beoordeeld aan de hand van de persoonlijke omstandigheden van de hypotheekgever, het inkomen en de vaste andere lasten. Hierbij wordt gebruik gemaakt van woonquotes.
Deze woonquote geeft aan hoeveel van een te verdienen jaarsalaris kan worden gebruikt voor voldoening van rente en aflossing van een hypothecaire lening terwijl ook andere kosten van levensonderhoud e.d. kunnen worden voldaan. Bij het jaarsalaris worden het vakantiegeld, eventuele 13e maand en andere vaste inkomsten meegeteld. Als de woonquote 25 is, dan gaat de financierder ervan uit dat men 25% van het bruto jaarsalaris kan uitgeven aan hypotheeklasten. De woonquote is afhankelijk van het inkomen en de burgerlijke staat en kan per hypotheekverstrekker verschillend zijn.
Bij de bepaling van de leencapaciteit wordt - ongeacht de aflossingsvorm of de rentevastperiode van de hypothecaire financiering - meestal uitgegaan van ten minste de lasten behorende bij een 30-jarige annuïtaire lening. Hieronder een voorbeeld.
1. Interest = (1 + 0,01*effectieve jaarrentevoet)^(1/12) - 1
2. Groeigetal {\displaystyle =(1+interest)^{12*30}}
3. Annuïteit {\displaystyle ={\frac {0,01*woonquote*jaarsalaris}{12}}}
4. Deelfactor {\displaystyle ={\frac {interest*groeigetal}{groeigetal-1}}}
5. Maximale hypotheek {\displaystyle ={\frac {annuiteit}{deelfactor}}}

Los daarvan wordt beoordeeld tot welk percentage van de woningwaarde kan worden geleend, dat percentage hangt onder andere af van plaatselijke factoren en marktomstandigheden, maar ook van regelgeving. Is de leencapaciteit lager dan het maximale percentage van de woningwaarde dat in theorie kan worden beleend, wordt de maximale hypotheek bepaald op de leencapaciteit.
Los van deze beide factoren wordt de hoogte van de rente bepaald. Iemand met een hoog vast inkomen die een laag percentage van de woningwaarde wil lenen, krijgt veelal een lagere rente dan een freelancer die een hoog percentage van de woningwaarde wil lenen.
De percentages en bedragen in advertenties en marketingbrochures zijn niet afgestemd op persoonlijke omstandigheden.